# 世界でいちばん美しい島
『世界でいちばん美しい島』（せかいでいちばんうつくしいしま）は、
日本のロックバンド・THE BOOM14枚目のオリジナルアルバム。2013年6月19日発売。

## 概要
前作『よっちゃばれ』から約2年ぶり、最後のオリジナル・アルバム。書き下ろし新曲に加えて沖縄の名曲のカバーを含んだ全12曲を収録。「情ションガイネ」が前作に続き収録。初回限定の特典としてメンバー4人が写った着せ替えジャケットが添付された。

## 収録曲
全作詞・作曲：宮沢和史（特記以外）
1. 世界は変わる
2. 芭蕉布（作詞：吉川安一　作曲：普久原恒勇）
3. 島唄
4. 世界でいちばん美しい島
5. シンカヌチャー（THE BOOM ver.）
（作詞：宮沢和史、我如古より子、平田大一）
シングル「島唄 (島唄20周年記念シングル)」カップリング曲。
6. 愛より
7. 太陽ぬ子（作詞・作曲：知名定男）
8. やいま（作詞・作曲：宮城衛）
9. かりゆしの海
10. 情ションガイネ
11. バイバイ沖縄（作詞・作曲：知名定男）
12. 島唄（シンフォニック・オーケストラ 琉球ver.）Bonus Track